# Enric Rabasseda
Enric Rabasseda (* 2. November 1933 in Barcelona; † 22. Oktober 2016 in Wuppertal) war ein bildender Künstler.

## Biografie
Enric Rabasseda wurde 1933 mit dem Namen Enrique Rabasseda Miró in Barcelona als Kind katalanischer Eltern geboren. Er besuchte die Regelschule. Aufgrund der Begabung begann früh seine künstlerische Ausbildung. Bereits 1946 (mit 13 Jahren) wurde er Schüler von Sanvizens in der privaten Akademie „San Lucas“ in Barcelona, 1949 wurde er Schüler von Muxart in Barcelona. Von 1951 bis 1954 war er Meisterschüler von Muxart, hatte ein gemeinsames Atelier mit ihm. Von 1954 bis 1956 leistete er den Wehrdienst in Spanien, Danach ging sogleich von 1956 für zwei Studienjahre nach Paris, wo er eine Deutsche heiratete. Seit 1958 lebte und arbeitete er in Wuppertal. Den Lebensunterhalt sicherte er 1958 zunächst durch Arbeiten am Bau und von 1968 bis 1996 als Ergotherapeut in einer Wuppertaler Klinik (Klinik Bergisch-Land) der LVA Rheinprovinz (1979 Ablegung der staatlichen Prüfung zum Beschäftigungs- und Arbeitstherapeuten). Seit 1951 stellte er seine Werke in über 100 Gruppen- sowie mehr als 70 Einzel- und Doppelausstellungen im In- und Ausland aus. Enric Rabasseda war Mitglied in der Bergischen Kunstgenossenschaft Wuppertal (BKG), des Berufsverbandes Bildender Künstler (BBK), der Verwertungsgesellschaft Bild-Kunst (VGBK) und der Gewerkschaft ver.di. 1971 war er einer der Gründer des Werkkreises Grafik der Arbeitswelt.

## Künstlerisches Arbeiten
Seine Ausbildung in Spanien beinhaltete eine umfassende traditionelle akademische Ausbildung, einschließlich Druck-Grafik, Radierung und Lithographie. Nach der Ausbildung begann seine freie Arbeit in Barcelona mit Teilnahmen an Ausstellungen im In- und Ausland (u. a. Barcelona, Biennale Hispano Madrid 1951 und Havana/Kuba 1953). Nach Ende des Wehrdienstes in der Spanischen Armee folgte seine Studienreise nach Paris. In Paris lernte er nicht – wie er erwartet hatte – die Höhen zeitgenössischer Kunst, sondern ihre permanente Krise kennen. Diese schrittweise Erkenntnis von der Ausweglosigkeit moderner Kunst wurde aufgefangen und kompensiert durch neue soziale Erfahrungen mit der französischen Arbeiterschaft.
Die Arbeit am Bau führte zu neuen Bindungen und Solidarisierungen. Diese zweite Periode, eigentlich eine Übergangsperiode, bestand vorwiegend in der theoretischen Auseinandersetzung mit der mit aller Ausschließlichkeit auftretenden spätbürgerlichen Kunstrichtung des Tachismus. Während die aus Barcelona übergesiedelten Freunde begeistert den Tachismus kopierten, machte er die ersten Versuche in Richtung des Realismus. Nach der Übersiedlung in die Bundesrepublik im Jahre 1958, wo er seitdem in Wuppertal wohnte, setzte sich diese Hinwendung zum Realismus mit Tuschezeichnungen über die „Paras“ (Französische Elitetruppe im Algerienkrieg) zu Gedichten seines Freundes Francois Garnier fort.

## Themenstellung der künstlerischen Werke
Die Bilder befassen sich mit der Frage des sozialen Zwecks und Auftrags der Kunst, was der Mensch ist, was er sein könnte und was soziale Zwänge aus ihm machen. Das Gefühl, einer Gesellschaft ausgeliefert zu sein, die sich demokratisch nennt, aber deren Mechanismen und Machenschaften der Mensch sich nicht entziehen kann – geschweige, dass er sie verstehen könnte. Mit seinen Werken stellt Rabasseda Fragen, er gibt keine Antworten.
Rabasseda formulierte es einmal so:

„Man kommt sich vor, in einer kafka’ischen Welt zu leben, dieses Ohnmachts-Gefühl, ausgeliefert zu sein an diese im Überfluss informierte Gesellschaft. Ein Gefühl, das wir mehr oder wenig bewusst oder unbewusst alle in und mit uns tragen.“

## Ehrenamtliche und kulturpolitische Tätigkeiten
Die Ateliergespräche Willi Dirx – Rabasseda fanden statt von 1969 bis 1975, sie beinhalteten Gespräche zwischen Arbeitern, Intellektuellen und Kunstschaffenden über Kunst und Gesellschaft. Teilnehmer im Podium waren unter anderem Dr. Richard Hiepe (Kunsthistoriker, München), Liselotte Rauner (Schriftstellerin, Bochum), Richard Limpert (Arbeiterschriftsteller, Gelsenkirchen), Erasmus Schöfer (Schriftsteller, Köln), Manfred Fiedler (Kulturschaffender, Karl-Marx-Stadt), Armin Juhre (Lektor, Wuppertal), Lea Grundig (Mitbegründerin der Assoziation revolutionärer bildender Künstler (ASSO), Kunstakademie Dresden), Hermann Schulz (Verlagsleiter, Wuppertal), Ruth Dirx (Schriftstellerin, Wuppertal), Horst Laube (Dramaturg, Wuppertal), Gerhard Merting (Mitglied des Präsidiums des Deutschen Kulturbundes der DDR, Berlin) und Dr. Dr. Revermann (Kulturdezernent, Wuppertal).
Der Werkkreis Grafik der Arbeitswelt wurde 1971 durch Rabasseda als erste Werkstatt in Wuppertal gegründet. Arbeiter und Angestellte verarbeiteten Diskussionen und Erlebtes aus der Arbeitswelt malerisch oder graphisch. In Zusammenarbeit mit der Literatur-Werkstatt wurden deren Bücher illustriert.
Enric Rabasseda wurde am 1. September 1966 in den Wirtschaftsverband Bildender Künstler NRW aufgenommen, dieser ging über in den Berufsverband Bildender Künstler (BBK),  Rabasseda  war ab 1966 mit Prof. Ernst Oberhoff Vorsitzender für zunächst zwei Jahre. Durch die 68-er Öffnungsversuche der Verbände kam es zu Neuwahlen des Vorstandes im BBK. Enric Rabasseda wurde ab 1971 bis 1989 Vorsitzender mit Hans-Jürgen Hiby, H. K. Pesch unter anderem im BBK Bezirksverband Bergisch Land.
Im Rahmen seiner BBK-Arbeit vertrat Enric Rabasseda die beruflichen und sozialen Belange der Künstler wie Künstler-Sozialversicherung, Artothek in der Stadtbücherei Wuppertal, der Künstler-Sozialhilfe nach dem Kieler Modell in Zusammenarbeit mit dem Kulturamt, Wettbewerbe zu Kunst am Bau, den jährlich wiederkehrenden Kunstmarkt, eigene Ausstellungsräume u. a. m.

## Ankäufe von Kunstwerken
- Von der Heydt-Museum, Wuppertal
- Stiftung Rolf Jäger – Städtische Galerie Schloss Oberhausen
- Privatsammler in ganz Deutschland